# 楊國瑞 (1871年)
楊國瑞（1871年—1941年），是香港新界荃灣楊屋村的鄉紳，也是大清光绪三十年（1904年）科舉所取錄的生員（秀才）。楊國瑞曾向香港政府提議將荃灣當時的各個地名統一為「荃灣」，而他也是荃灣公立學校的私塾前身的創立人。楊國瑞更與上水鄉紳李仲莊、元朗鄉紳鄧煒堂等人共同創立新界鄉議局的前身、代表新界居民的首個合法組織新界農工商研究總會。楊國瑞於香港淪陷前數月病死，終年70歲。1970年代，香港政府發展荃灣衛星城市，而楊屋村新村前的馬路即以其命名為國瑞路。

## 生平

### 早年
楊國瑞畢業於廣東省高等師範學堂，國學精湛。他曾參加光绪三十年（1904年）的科舉考試，取得生員（又作“邑庠生”、“秀才”）功名，考取秀才後來從事教學，到香港後定居荃灣，成為楊屋村的鄉紳。

### 為荃灣定名
荃灣在使用現時的名稱前，曾經有「淺灣」、「全灣」、「賊灣」、「海盜灣」等不同的稱呼，而楊國瑞即是向香港政府提議統一以「荃灣」為名者。

### 教育事業
1922年，教育司署授意楊國瑞設立一所地方性「公學」，由葉錦全借出屋宇以私塾形式開辦。該學校後來演變為荃灣公立學校，後來再演變為荃灣公立何傳耀紀念中學及荃灣公立何傳耀紀念小學。此外，楊國瑞曾在九華徑舊村内大水坑旁的曾氏家族學堂養正家塾任教。

### 新界鄉議局的建立
1923年，時任香港總督司徒拔公佈《民田建屋補價規例》，將新界土地分為屋地和農地，而在農地建屋需要補地價。由於政策有損新界鄉民的權益，因此鄉民群起反對。楊國瑞與上水鄉紳李仲莊、元朗鄉紳鄧煒堂等人隨後集會商議對策，並推舉彭樂三等六人向香港政府交涉，惟無結果。1924年8月24日，新界各地士紳在大埔文武廟集會，並決定成立九龍租界維護民產委員會。委員會後來以新界農工商研究總會的名義注冊，成為代表新界居民的首個合法組織。1926年，時任香港總督金文泰到訪新界農工商研究總會，並對其業務表示支持，並建議總會改名為「新界鄉議局」，新界鄉議局也自此成為香港政府管治新界的主要諮詢組織。

### 社區事務
楊國瑞曾任荃灣天后宮協理值事。楊國瑞曾介入處理全完堂與荃灣地方鄉紳雙方在1918年至1919年間的糾紛。他一向對基督教存有好感，不欲教會與地方鄉紳發生衝突，破壞地方社會和諧，遂介入調停，約定雙方在全安局舉行會議，共商解決辦法。1933年，紀念同治年間荃灣村村民與城門八鄉鄉民發生的械鬥中17個因參與械鬥而喪生的荃灣村村民的義勇祠翻新，並由楊國瑞撰文敘述義勇祠的緣起。楊國瑞在荃灣地區可謂頗著時望，為荃灣紳商名流以至販夫走卒愛戴。

## 死亡及紀念

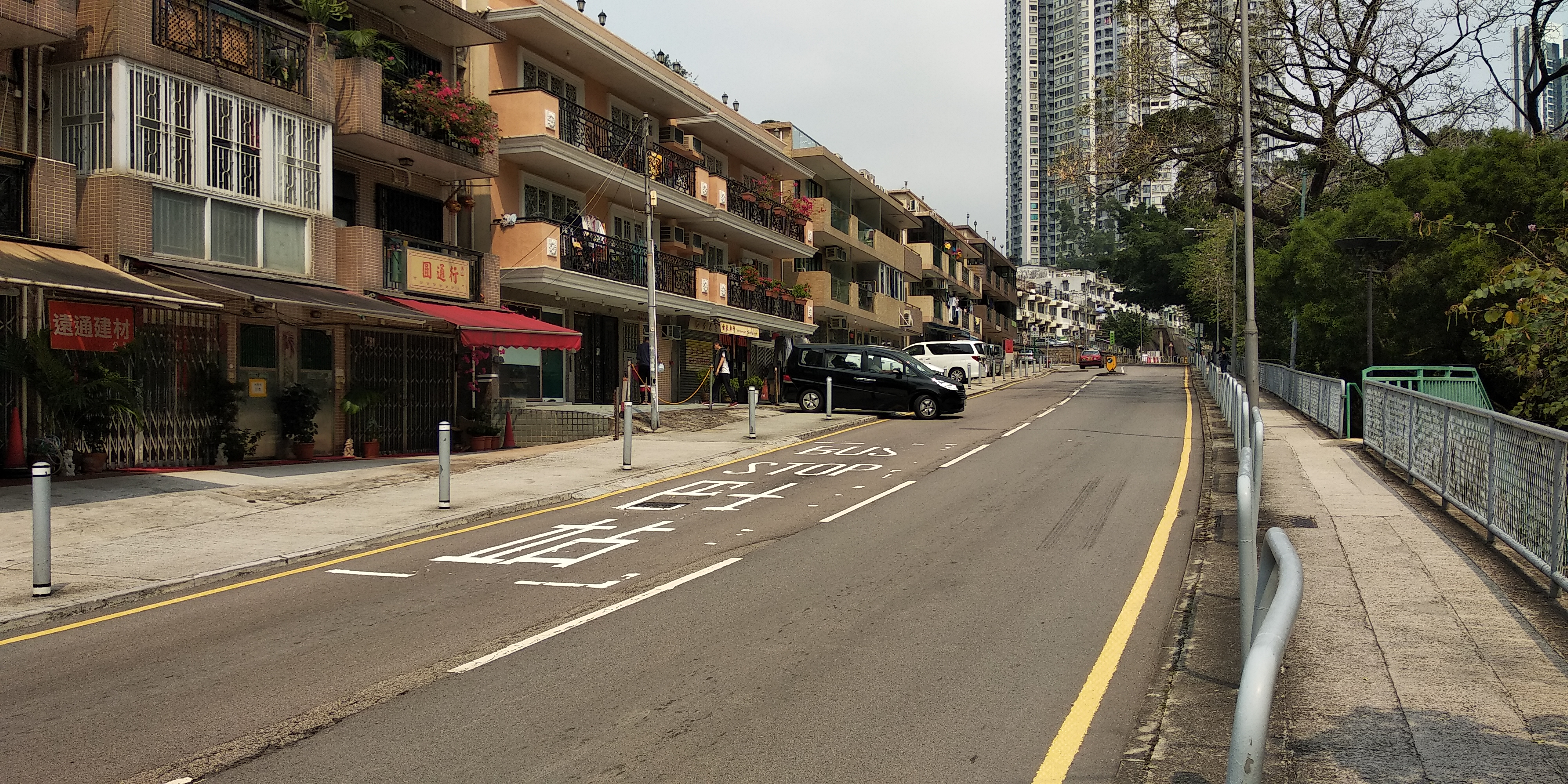
國瑞路近河背村

楊國瑞於香港淪陷前數月病逝，終年70歲，荃灣坊眾以“堪稱新界一完人”輓之。1970年代，香港政府發展荃灣衛星城市，由於楊屋村在發展範圍内，因此楊屋村需要遷村。新界民政署於1970年3月6日刊憲公告楊屋村新村前的馬路之定名，而該馬路即以楊國瑞命名為“國瑞路”（舊稱“國瑞道”），以紀念楊國瑞畢生對荃灣的服務與貢獻。